# Roodmaskerastrild
De  roodmaskerastrild   (Pytilia hypogrammica) is een vogel uit de familie van de prachtvinken (Estrildidae) uit centraal- en West-Afrika.

## Kenmerken
Het mannetje van de roodmaskerastrild heeft een felrood gekleurd masker. Het rode masker ontbreekt bij het vrouwtje. De rug en borst zijn grijsgroen, de vleugels zijn oranje. De buik en stuit zijn gegolfd wit-grijzig, gelijkend op de melba-astrild. De bovenzijde van de staart is rood. De lengte is 12 centimeter.

## Sociaal
Roodmaskerastrilden zijn sociale vogels die het niet alleen goed met elkaar, maar ook met andere soorten kunnen vinden. Tijdens de broedperiode worden wel al te nieuwsgierige en belangstellende vogels verjaagd, zei het niet al te heftig.

## Verzorging
De roodmaskerastrilden kunnen zowel in een buitenvolière als in een kamervolière worden gehouden. Het zijn warmte minnende vogels die graag in de zon zitten, daarom moeten ze in het koude seizoen in een verwarmd nachtverblijf kunnen schuilen of binnenshuis gehouden worden. Het menu bestaat uit een zaadmengsel voor tropische vogels, trosgierst, onkruidzaden en verse graszaden. Daarnaast regelmatig wat levend voer zoals buffalowormpjes, gekiemde zaden en eivoer. Tijdens de kweek moeten ze kunnen beschikken over insectjes, zoals fruitvliegjes en bladluis, deze zijn voor de jongen onontbeerlijk. Water, grit en maagkiezel moeten vanzelfsprekend altijd voorhanden zijn.

## Kweek
Roodmaskerastrilden leggen 4 tot 5 eitjes die door beide ouders om beurten worden bebroed en na 13 dagen uitkomen. Na drie weken vliegen ze uit, daarna worden ze nog een poosje door de ouders verzorgd en gevoerd omdat ze dan nog niet geheel zelfstandig kunnen functioneren.